# Heer Bommel en de volvetters
Heer Bommel en de volvetters is het 40ste verhaal uit de Bommelsaga, een serie tekststrips die werd geschreven en getekend door Marten Toonder. Het verhaal verscheen voor het eerst op 13 juni 1950 en liep tot 23 september van dat jaar in de Nieuwe Rotterdamse Courant. Van 1 augustus 1986 tot en met woensdag 12 november 1986 verscheen het verhaal opnieuw, nu in NRC Handelsblad.
Uitgeverij De Bezige Bij bracht het verhaal in 1978 uit in boekvorm, als De volvetters. In 2008 volgde bij hen een nieuwe uitgave in de bundel Avonturen van Tom Poes 10 en in 2015 in de bundel Eh... dinges. Uitgeverij Panda publiceerde het verhaal in 1997.

## Thema en achtergrond
De verhaallijn draait om het thema overgewicht. In de periode na de Tweede Wereldoorlog was er sprake van 'overvoeding', als reactie op de ondervoeding en honger waar mensen aan leden tijdens de oorlog. Die overvoeding leidde echter tot de eerste afslankadvertenties in de kranten. Dit gegeven was de inspiratie voor het verhaal De volvetters, waarin de kwakzalver S. Link het afslankproduct Slinkers verkoopt. Hij is tevens professor aan de door hemzelf opgerichte universiteit. Het is Link niet zo zeer te doen om de gezondheid van de inwoners, maar om het verkopen van zijn product. Hij maakt gebruik van agressieve reclamemethodes als een spook dat de mensen bang moet maken voor vetzucht.

## Samenvatting
Heer Bommel bezoekt samen met Tom Poes een herberg, waar professor Severt Link heer Bommel probeert te overtuigen om zijn Slinkerspillen te gebruiken. Zijn diagnose is dat heer Bommel een voorbeeld van een volvetter is. Wanneer hij uit de herberg gegooid wordt, dreigt de professor dat het volvettersspook heer Bommel zal grijpen.
Heer Bommel gaat op bezoek bij de burgemeester Dickerdack. Deze klaagt over zijn strenge dieet en het volvettersspook. Als Heer Bommel even later de apotheek bezoekt probeert de verkoper hem slinkerspillen aan te bieden. Van zijn dokter moet hij net zoals de burgemeester op een streng dieet. Tom Poes begint zich zorgen te maken over zijn vriend, aangezien Heer Bommel altijd een goede gezondheid heeft gehad. Daarna begint overal in Rommeldam het volvettersspook op te duiken.
Als de politie uiteindelijk professor Severt Link ondervraagt, geeft die toe dat hij de reclameslogans bedacht heeft. Anderzijds is de journalist Argus, die in geldnood zat, degene die met het idee voor het spook is gekomen. Later ontdekt Tom Poes dat Argus Super en Hieper had ingehuurd om voor spook te spelen, zodat iedereen de afslankpillen zou gaan kopen.